# The Age of Intelligent Machines
The Age of Intelligent Machines är en bok om artificiell intelligens av uppfinnaren och futurologen Ray Kurzweil. Kurzweil kartlägger de filosofiska, matematiska och tekniska rötter av artificiell intelligens, som börjar med antagandet att en tillräckligt avancerade datorprogram kan uppvisa mänsklig intelligens nivå. Kurzweil menar skapandet av människan genom evolution tyder på att människor ska kunna bygga något intelligentare än de själva. Han tror mönsterigenkänning, vilket framgår av synen, och kunskapsrepresentation, vilket kan ses i språk, är två viktiga komponenter i intelligens. Kurzweil detaljer hur snabbt datorer går framåt i varje domän.
Driven av de exponentiella förbättringar av datorkraft, menar Kurzweil att artificiell intelligens kommer att vara möjligt och sedan vanligt. Han förklarar hur det kommer att påverka alla områden av människors liv, inklusive arbete, utbildning, medicin och krig. Med allt smartare och snabbare datorer som utför allt mer mänskliga uppgifter, lämnare det människor att ta reda på vad det egentligen innebär att vara människa menar Kurzweil.